# VP9
VP9是Google为了替换老旧的VP8影像编码格式并与动态专家图像组（MPEG）主導的高效率影片编码（H.265/HEVC）競爭所開發的免费、开源的影像編碼格式。
VP9主要被用於Google旗下著名的影音分享網站YouTube。VP9一般与Opus音訊编码一起以WebM格式封裝。
相比于高效率影片编码，许多浏览器都支持VP9影片格式，截止2018年6月，约有4/5的浏览器（包括移动设备）支持WebM封装容器和VP9影片编码，例如Chromium、Chrome、Microsoft Edge、Firefox、Opera等浏览器都内置了VP9解码器，可在HTML5播放器中播放VP9影像格式。Windows 10作業系統也内置了WebM分离器和VP9解码器，随着 Apple 宣布 tvOS 14 将支持 VP9，由于同源的关系 iOS/iPadOS 14 及 macOS Big Sur 下的 Safari 也终于支持了 VP9。
随着开放媒体联盟的出现和Google参与到VP9下一代格式AV1的开发中，人们对VP9产生了更浓厚的兴趣。VP10影片编码的技術被收录在開放媒體聯盟所領導的AV1編碼中，因此Google表示不會在內部部署或正式發布VP10。
Google持有VP9影片格式的部分專利，但Google保證在互惠的條件下（例如使用者避免參與專利訴訟）可免費使用。

## 開發歷史
VP9是谷歌在2010年以1.34亿美元收購创建它的On2 Technologies公司時一起收購的TrueMotion系列影片格式的最后一個官方版本。
VP9的開發從2011年第三季度開始，初期开发代號为Next Gen Open Video（NGOV）和VP-Next，VP9的目標是在同畫質下比VP8編碼減少50%的文件大小并在編碼效率上超越由動態專家圖像組主導開發的高效率影片編碼。
2013年6月，VP9的“Profile 0”最终确定。谷歌的Chrome浏览器在兩個月后宣佈支持VP9視訊播放。同年10月，一个原生的VP9解码器被添加到FFmpeg和六周后更新的Libav。Mozilla則于2014年3月向Firefox添加了VP9支持。
2013年，谷歌发布了WebM格式的更新版本，正式支持VP9和Opus音訊。
2014年，谷歌向VP9添加了两个高色彩深度Profile：Profile 2和Profile 3。
在VP9的整个開發过程中，谷歌与硬件供应商合作，将VP9解碼支持加入到芯片。 2014年1月，Ittiam与ARM和谷歌合作，展示了其针对ARM Cortex架構的VP9解码器，該解碼器使用圖形處理器通用計算技术，能够在Arndale Board上以30幀每秒的速度播放1080p分辨率的VP9影片。2015年初，Nvidia在其圖睿X1中添加了VP9解碼支持，而芯原微电子也在其Hantro G2v2解码器中添加了VP9 Profile 2支持，而英特爾(Intel)則在第七代Core系列處理器增加對VP9 Profile 2的部分支持(只能解碼4:2:0採樣)，在第十代完整支援VP9 Profile 2規格與編碼支持。
2015年4月3日，谷歌發布libvpx1.4.0，增加了對10位和12位色彩深度、4:2:2和4:4:4色度抽样以及多线程編解碼的支持。
2015年12月，Netflix發表了一份草案，希望将VP9影片格式纳入带有MPEG公共加密的MP4封裝容器的註冊格式中。
2016年1月，Ittiam展示了基于OpenCL的VP9编码器。该编码器针对ARM Mali移动GPU，并在三星Galaxy S6上进行了演示。
而後VP9解碼器被添加到微軟開發的Web浏览器Edge，EdgeHTML 14.14291及之後的开发版本均支持VP9解碼，并最終于2016年夏季正式发布搭載VP9解碼器的Edge瀏覽器。
2017年3月，Ittiam宣布完成了一项旨在提高libvpx编码速度的项目。其稱VP9的編碼速度將會因此提升50-70％，代码將會“作为libvpx的一部分公开發佈”。

## 技術細節
相對於前一代的VP8編碼，VP9做了許多改進：VP9支援32×32的編碼區塊，且將來會擴充到64×64的規格，此外VP9還支援以下的色彩空間：Rec. 601、Rec. 709、Rec. 2020、SMPTE-170、SMPTE-240和sRGB。
VP9最高可支持 65536×65536的分辨率，相对而言H.265(HEVC)只支持到8192x4320.
VP9支持使用混合对数伽马（HLG,hybrid log-gamma）的HDR视频。

### 編碼格式設定
VP9標準支援四種編碼格式設定（Profiles）：profile 0、profile 1、profile 2及profile 3。Profile 0支援4:2:0的色度抽樣；Profile 1針對硬體播放環境，支援新增支援4:2:2的色度抽樣、4:4:4色度抽樣、alpha channel支援和depth channel支援；Profile 2及Profile 3則支援10位元色彩深度的編碼格式設定。

### 操作系统支持
|            | Microsoft Windows | macOS                                    | BSD / Linux                      | Android                          | iOS                |
| ---------- | --- | ---------------------------------------- | -------------------------------- | -------------------------------- | ------------------ |
| 编解码支持 | 是 | 是                                       | 是                               | 是                               | 是                 |
| 容器支持   | Windows 10 1607更新后： - Matroska (.mkv) Windows 10 1809更新后： - WebM (.webm) - Matroska (.mkv)                                                                             | macOS 11.3 beta 2更新后： - WebM (.webm) | - WebM (.webm) - Matroska (.mkv) | - WebM (.webm) - Matroska (.mkv) | 不適用             |
| 注释       | Windows 10 1803更新后，系统内置Web Media Extensions, Microsoft Edge 17支持<video>标签内的VP9视频 Windows 10 1809更新后，系统内置VP9 Video Extensions，无需设备硬件支持也可解码 | 自macOS 11.0开始支持                     | 自FFmpeg 2.7.7 "Nash"开始支持    | 自Android 4.4开始支持            | 自iOS 14.0开始支持 |